# NGC 5798
NGC 5798 est une galaxie irrégulière de type magellanique située dans la constellation du Bouvier. Sa vitesse par rapport au fond diffus cosmologique est de 1 942 ± 12 km/s, ce qui correspond à une distance de Hubble de 28,6 ± 2,0 Mpc (∼93,3 millions d'al). NGC 5798 a été découverte par l'astronome germano-britannique William Herschel en 1784.
La classe de luminosité de NGC 5798 est V-VI et elle présente une large raie HI.
À ce jour, cinq mesures non basées sur le décalage vers le rouge (redshift) donnent une distance de 41,380 ± 13,269 Mpc (∼135 millions d'al), ce qui est à l'intérieur des valeurs de la distance de Hubble. Notons cependant que c'est avec la valeur moyenne des mesures indépendantes, lorsqu'elles existent, que la base de données NASA/IPAC calcule le diamètre d'une galaxie et qu'en conséquence le diamètre de NGC 5798 pourrait être d'environ 11,8 kpc (∼38 500 al) si on utilisait la distance de Hubble pour le calculer.

## Groupe de NGC 5798
Selon A. M. Garcia, NGC 5798 est la principale galaxie d'un trio de galaxies. Les deux autres galaxies du groupe de NGC 5798 sont NGC 5789 et UGC 9597.